# 間嶋里美
間嶋 里美（まじま さとみ、1955年4月22日 - ）は、日本の元女性声優。夫は声優の古谷徹。

## 経歴
新潟県糸魚川市出身。小さい頃はすごく生意気だったようでマセていた子供だったようであったという。高校時代は演劇部に所属し、県大会で優勝。1973年3月に高田女子高等学校（現・上越高等学校）を卒業。
学校の教師と両親との約束で、「3年たったら勤めもやめて帰ってくる」ということで、卒業後は上京して印刷会社に就職し、まる2年間OLをして、ある児童劇団の青年部に入団して、土曜・日曜だけの稽古に通っていた。土曜日も平常通り勤務の会社であったが、懸命に頼みこんでいたところ午後からの早退を認めてくれた。しかし、児童劇団は幼児が小中学生を対象とした劇団であり、青年部などは付け足しであることに気づき、仲間とともに大挙して退団。その後、その若い者同志が集まりグループを結成して新たな演劇活動を始めていたが、間もなく瓦解し仲間は四散した。会社の一事務員としての生活がしばらく続き、闇夜を1人でトボトボと歩き続けるような日々であった。そんなある日、会社の先輩が川路夏子の教室に通っていることを知り、早速その先輩に頼み込み、その教室へ連れて行ってくれて入門を願い出し許されたという。その後は会社勤め、アルバイトをしながら、夜間は川路夏子に師事して芝居を学ぶ。田舎から一緒に来た友人と一緒に暮らすということで、両親もそれほど反対はしていなかったという。ある日劇団の講師に「あなたは声がちょっと変わっているから、声優向きじゃないか」と言われたことがきっかけで声優を目指すことになる。2年後に会社を退職して、スナックのアルバイトをしながら、青二プロダクションの準所属となり、1977年放送の『おれは鉄兵』の第4話で声優デビュー。その後、青二プロに正式に所属した。
しかし声優という仕事はワケが分からない状態で、自分の声がどれだけ出せるか、音域がどこまであるか、どういう声が出せるかなど、全く分からなかった。単にセリフを読んでいただけで、1981年時点では再放送を見たりしてガッカリしていたという。
初主役は『無敵ロボ トライダーG7』の竹尾ワッ太役であるが、オーディションの時はアガってしまい、「ダメだろう」と思っていたという。その後、『タイガーマスク二世』の立花一也役を好演し、2年を経たずして、『まんがことわざ事典』、『ゴールドライタン』、『ワンワン三銃士』と同時に3本のレギュラー番組を持つようになった。
1985年3月に『ストップ!! ひばりくん!』で共演したことがきっかけで声優の古谷徹と結婚。「（自分と）結婚したら声優の仕事を辞めて欲しい」という古谷の意向を受け入れ、これを機に声優業を引退。古谷との間には1992年4月に一児をもうけた。
その後、スーパーロボット大戦シリーズなど、「引退前に演じたことのあるキャラクターのみ再演」という条件付きで現役復帰した。現在もこの条件に合致した場合のみ、声優として活動している。

## 人物
役柄としては一番魅力があり、「自分の声に合うんじゃないか」と思っていたことから男の子の声を演じたかったという。野沢雅子が同じ事務所に所属していたため、それも影響していたと語る。声質から男の子役や小さい子の役が多かった。『機動戦士ガンダム』のミハル・ラトキエ役は女の子役であったが、間嶋の中には「男の子をやってみたい」というのがあり、「ぜひやらせてみたい」という話があり、声優の仕事をして行くということの一つのチャンスであったという。間嶋が演じたかった男の子と『無敵ロボ トライダーG』の竹尾ワッ太役については男の子役を演じたかっただけで、特別にどういう男の子というのはなかった。男の子を演じたかっただけで、ワッ太役は普通の男の子というキャラクターであったことから、凄く難しい芝居が必要というわけではなかった。性格は一致する所もあり、1年間凄く楽しくしてくれたという。
夫である古谷とは、『機動戦士ガンダム』でミハル・ラトキエ役として出演した際に初めて知り合ったが、当時は特別親しかったというわけでもなく、仕事仲間という意識だった。酒も飲まずに仕事に一途な古谷に対しての、間嶋の第一印象は「つまんない男」だった。
一人っ子である。

## 出演
太字はメインキャラクター。

### テレビアニメ
1976年
- キャンディ・キャンディ（女生徒）

1977年
- おれは鉄兵
- ジェッターマルス
- 無敵超人ザンボット3（ひろみ）

1978年
- 宇宙海賊キャプテンハーロック（1978年 - 1979年、武宮、サイネス、アドルフ、マゾーン司令A、マゾーン司令）
- SF西遊記スタージンガー（1978年 - 1979年、ドクンガ、女兵士、キャプテン、兵士）
- はいからさんが通る（女学生C）
- 無敵鋼人ダイターン3（1978年 - 1979年、コンピューター、女ソルジャー、マサア）

1979年
- 円卓の騎士物語 燃えろアーサー（1979年 - 1980年、フィーネ）
- こぐまのミーシャ（1979年 - 1980年、バクソン、ジョーイ 他）
- 銀河鉄道999（魔女、ロザンヌ、息子、ドア、ルナ）
- 機動戦士ガンダム（クム、ミハル）
- 花の子ルンルン
- 野球狂の詩（女学生A）
- ルパン三世 (TV第2シリーズ)

1980年
- あしたのジョー2
- 怪物くん（プッパー 他）
- 鉄腕アトム (アニメ第2作)（ザビ）
- ドラえもん（テレビ朝日版第1期）（川合可愛、ピーアール 他）
- 魔法少女ララベル
- まんがことわざ事典（ガンタ）
- 無敵ロボ トライダーG7（竹尾ワッ太）
- 燃えろアーサー 白馬の王子（女兵士、ローラ、ロコ）
- 若草物語（黒人の子）

1981年
- 家族ロビンソン漂流記ふしぎな島のフローネ（マリー）
- ゴールドライタン（トンボ、メカニックライタン）
- 新・ど根性ガエル
- 戦国魔神ゴーショーグン（OVA、マザー）
- タイガーマスク二世（1981年 - 1982年、立花一也）
- ハロー!サンディベル
- ヤットデタマン（子兄）
- ワンワン三銃士（1981年 - 1982年、ダルタニヤン）

1982年
- 機甲艦隊ダイラガーXV（陸奥ヤスオ）
- 銀河烈風バクシンガー（ペペ・コスタ）
- ゲームセンターあらし（石野あらし）
- さすがの猿飛（004989）
- 少年宮本武蔵 わんぱく二刀流（別所左門〈幼年時代〉）
- 戦闘メカ ザブングル（1982年 - 1983年、ビリン・ナダ）
- トンデラハウスの大冒険（安土ゲン）
- パタリロ!（マーク、トミー）
- 魔境伝説アクロバンチ（コト）
- わが青春のアルカディア 無限軌道SSX（物野正）
- 野生のさけび

1983年
- 愛してナイト（藤田五十鈴）
- イタダキマン（ドン）
- 銀河疾風サスライガー（ダンディ）
- 光速電神アルベガス（ミラーゼロ情報官、円条寺次郎、鏡レイ）
- ストップ!! ひばりくん!（大空ひばり）
- 特装機兵ドルバック（ピエール少年）
- Dr.スランプ アラレちゃん（八龍）
- どくとるマンボウ&怪盗ジバコ 宇宙より愛をこめて（トニオ）
- プラレス3四郎（1983年 - 1984年、3四郎）
- まいっちんぐマチコ先生
- 魔法の天使クリィミーマミ（1983年 - 1984年、ピノピノ〈初代〉 他）
- まんが日本史（男の子、定恵、清和天皇〈幼少期〉、源頼朝〈幼少期〉、足利義満〈幼少期〉）

1984年
- キン肉マン 決戦!7人の正義超人vs宇宙野武士（ビーンズマン）
- 宗谷物語（昭）

### 劇場アニメ
1980年
- 地球へ…（ミュウの少年B）

1981年
- 機動戦士ガンダムII 哀・戦士編（ミハル）
- シリウスの伝説（タツノコA）

1982年
- おば捨て山の月（ポン太）
- 戦国魔神ゴーショーグン（OVA）
- FUTURE WAR 198X年
- 浮浪雲（竜太郎）
- わが青春のアルカディア

1983年
- ザブングル グラフィティ

1984年
- ドラえもん のび太の魔界大冒険（少年B）

2000年
- 機動戦士ガンダムII 哀・戦士編 特別版（ミハル・ラトキエ）

### OVA
- 雨降り小僧（1989年、モウ太）

### ゲーム
2001年
- スーパーロボット大戦α外伝（ビリン・ナダ）

2004年
- スーパーロボット大戦GC（竹尾ワッ太）

2006年
- スーパーロボット大戦XO（竹尾ワッ太）

2008年
- スーパーロボット大戦Z（ビリン・ナダ）

2011年
- SDガンダム GGENERATION 3D（ミハル・ラトキエ）
- 機動戦士ガンダム オンライン（ミハル）
- 第2次スーパーロボット大戦Z 破界篇 / 再世篇（2011年 - 2012年、竹尾ワッ太） - 2作品

2014年
- 第3次スーパーロボット大戦Z 時獄篇 / 天獄篇（2014年 - 2015年、竹尾ワッ太） - 2作品

2019年
- スーパーロボット大戦T（竹尾ワッ太）

### ボイスオーバー
- なるほど!ザ・ワールド

### CM
- コロコロアニキ（2019年冬号CMナレーション[23]）

## ディスコグラフィ
- ハッシャバイ（1980年） - 『無敵鋼人ダイターン3』イメージソング
  - 1980年発売のレコード『ザ・ロンゲスト・ロード・イン／ 鈴置洋孝 破嵐万丈』に収録
- おいら熱帯低気圧!（1982年） - 『ゲームセンターあらし』エンディング
  - シングルレコード『ゲームセンターあらし』に収録
- SATOMI MAJIMA ~ひばり with Me~（1983年、ポニーキャニオン）
- まひろ体験イメージアルバム（1984年）
  - スプリング・ダイアリー
  - 秋風ロマン
  - 夢ひらり雪の日